# Eaden Roka
Eaden Roka (* 3. September 2007) ist ein österreichischer Fußballspieler.

## Karriere

### Verein
Roka begann seine Karriere beim FC Stadlau. Zur Saison 2019/20 wechselte er zum SK Rapid Wien, bei dem er ab der Saison 2021/22 auch sämtliche Altersstufen in der Akademie durchlief. Im August 2023 spielte er erstmals für die Amateure der Rapidler in der Regionalliga. Bis Saisonende kam er zu zwölf Einsätzen in der dritthöchsten Spielklasse. Mit Rapid II stieg er als Meister der Ostliga in die 2. Liga auf.
Sein Debüt in der 2. Liga gab er dann im August 2024, als er am ersten Spieltag der Saison 2024/25 gegen den SV Horn in der 62. Minute für Dominic Vincze eingewechselt wurde. Im Jänner 2025 rückte er in den Kader der Bundesligamannschaft.

### Nationalmannschaft
Roka spielte im November 2021 erstmals für eine österreichische Jugendnationalauswahl. 2024 nahm er mit der U-17-Mannschaft an der EM teil. Österreich schied im Viertelfinale aus, Roka kam in allen vier Spielen der Österreicher zum Einsatz.